# Ithomia centromaculata
Ithomia centromaculata är en fjärilsart som beskrevs av Gustav Weymer 1899. Ithomia centromaculata ingår i släktet Ithomia och familjen praktfjärilar. Inga underarter finns listade i Catalogue of Life.